# Крылова, Галина Анатольевна
Гали́на Анато́льевна Крыло́ва (род. 27 декабря 1959) — советский и российский юрист и адвокат, кандидат исторических наук (1989).

## Биография
Родилась 27 декабря 1959 года.
В 1983 году окончила МГУ имени М. В. Ломоносова.
В 1983—1992 годах работала прокурором отдела и государственным обвинителем в Московской прокуратуре.
В 1989 году в Институте востоковедения АН СССР защитила диссертацию на соискание учёной степени кандидата исторических наук по теме «Политическая мысль в общественном развитии Эфиопии (1955—1988)» (специальность 07.00.03 «Всеобщая история (соответствующего периода)») .
С 1992 года — адвокат юридической консультации № 13 Московской городской коллегии адвокатов. Директор Адвокатского бюро в Москве.
Принимала участие в зарубежных конференциях посвящённым вопросам религиозных отношений. Автор статей в журналах «Религия и право», «Независимый психиатрический журнал», «Диалог» и «Handbook of Religious liberty». Член авторского коллектива «Домашней юридической энциклопедии». В журнале «Домашний очаг» ведёт авторскую страницу, посвящённую вопросам юридического консультирования.

## Адвокатская деятельность
Выступала адвокатом по гражданскому делу Ю. М. Лужкова и В. П. Шанцева в Московском городском суде и Верховном Суде Российской Федерации в 1996 году во время их предвыборной кампании. Также выступала в качестве адвоката Лужкова во время его судебной тяжбы с журналистом С. Л. Доренко.
В 1993—1996 годах выступала в качестве представителя защиты итальянского адвоката Р. Донадини по уголовному делу о контрабанде и сбыте 1 миллиона долларов.
Была адвокатом П. А. Обухова обвинявшегося в шпионаже в пользу Великобритании.
Выступала в качестве адвоката по гражданскому делу о признании недействительной сделки по продаже на денежном и чековом аукционах и акций оборонного предприятия «Сапфир» иностранным фирмам и компаниям, близким к банку «Российский кредит».
Была адвокатом министра путей сообщения Н. Е. Аксёненко в процессе по обвинению в коррупции.
В разное время защищала интересы Международного общества сознания Кришны, Аум синрикё (дело о запрете представительства этой секты в России после зариновой атаки в токийском метро), свидетелей Иеговы (запрет регистрации в качестве религиозной организации в Москве), саентологов (запрет аффилированных организаций и признание саентологической литературы экстремистской с всключением с ФСЭМ), Церкви объединения (запрет аффилированных организаций). Большинство этих судебных процессов Крылова проиграла. Также выступала адвокатом пятидесятников и иезуитов в Конституционном Суде Российской Федерации.
Является адвокатом Российского профессионального союза моряков.

## Критика
Немецкая газета Berliner Zeitung отмечала, что Крылова является действующим членом секты саентологии. Ссылаясь на мнение экспертов газета отметила, что саентологи, старающиеся оказывать влияние на российских политиков, попытаются использовать Крылову в роли «троянского коня». Также отмечается, что она является членом правления/попечительского совета саентологической Гражданской комиссии по правам человека.
А. Л. Дворкин выступил с критикой книги Крыловой «Свобода совести на весах правосудия», отметив, что данная публикация «незадачливого адвоката» сект, устроивших процесс против самого А. Л. Дворкина, представляет собой «пресловутое махание кулаками после развязанной ими же самими драки». Также он замечает, что Крылова «не скупится на оскорбительные эпитеты по отношению ко всем, кто не разделяет её позицию: к Хорошёвскому суду, Русской Православной Церкви, Правительству и Президенту РФ, Думе, депутатским фракциям, видным зарубежным учёным и богословам, лишившимся детей родителям», как и в адрес самого А. Л. Дворкина. Он указывает, что Крылова при изложении итогов процесса не приняла во внимание ни одного возражения, прозвучавшего со стороны ответчика в суде. Отсюда А. Л. Дворкиным делается вывод, что «мы имеем дело не с профессиональными недочётами адвоката Крыловой, а с сознательным искажением действительности.» Он также обращает внимание на то, что Рон Хаббард так «завещал вести себя сайентологам, а г-жа Крылова является членом руководящей структуры одной из сайентологических организаций». А. Л. Дворкин обращает внимание на фактологические ошибки Крыловой по истории: «самоубийства иудеев Мосада» вместо самоубийства защитников крепости Массады во время иудейской войны 67-73 годов, заявления о том, что «Римско-католическая церковь действовала на территории России с XII в.», хотя такого государства тогда не существовало, как и сообщение о том, что за два века до рождения Мартина Лютера и начала Реформации «первая община <Лютеранской церкви> была основана в Москве ещё в середине XIV в.». А. Л. Дворкин приходит к выводу, что «при всей своей претенциозности и громких заявках книга скучна и беспомощна». Единственный стиль написания книги он определяет, как «судейский канцелярит, разбавленный залежалой и сильно траченной молью демагогией», а также отмечает, что «многочисленные ошибки, противоречия и искажения фактов бросаются в глаза даже самому непредвзятому читателю». Причину написания этой книги А. Л. Дворкин видит в том, что «проигравшему уже не первый процесс посредственному адвокату хочется оправдаться в глазах общественного мнения и своих зарубежных спонсоров, а книга призвана сыграть роль своего рода апологии». Подытоживая он приводит случай из прокурорской практики Крыловой, добившейся смертного приговора, позднее заменённого на пожизненное заключение, для некоего Григория К., о котором в свою очередь протоиерей Глеб Каледа рассказывал, что «за всю свою долгую жизнь он никогда не видел такого раскаяния, такой веры и таких молитв, как у этого новокрещённого раба Божия».

## Работы

### Книги
- Крылова Г. А. Свобода совести на весах правосудия. — М.:Олимп, 1998. 3000 экз.

член авторского коллектива
- Домашняя юридическая энциклопедия. В 3 тт. — М., 1997—1998. (Т. 1 «Обратитесь к адвокату»; Т. 2 «В стенах суда»; Т. 3 «Уголовное право» — отв. ред.)

### Статьи
на русском языке
- Крылова Г. А. В правовом поле этих дел не было бы вообще (Впечатления адвоката) // Индекс/Досье на цензуру. — 2000. — № 11.
- Крылова Г. А. Свидетели Иеговы на скамье подсудимых // Религия и право. — М.: Славянский правовой центр, 2000. — № 5. — С. 11—16.
- Крылова Г. А. Свидетели Иеговы на скамье подсудимых // Религия и право. — М.: Славянский правовой центр, 2000. — № 6. — С. 9—12.
- Крылова Г. А. Обзор судебной практики дел по искам к "Свидетелям Иеговы" // Портал-Credo.ru. — 28.03.2004. Архивировано 3 июня 2014 года.
- Крылова Г. А. Цель Конвенции — способствовать распространению и сохранению идеалов и ценностей демократического общества // Прецеденты Европейского суда по правам человека. — 2016. — № 2. — С. 13 — 26.
- Крылова Г. А. Концепция религиозного экстремизма как элемент реставрационной политики // Религия и право. — М.: Славянский правовой центр, 2019. — № 1. — С. 22—42.

на других языках
- Richardson J. T., Krylova G. A., Shterin M. S.[англ.]. Legal Regulation of Religions in Russia: New Developments // Regulating Religion: Case Studies from Around the Globe / Ed. James T. Richardson. — New York: Kluwer Academic/Plenum Publishers, 2004. — P. 247—259. — 578 p. — ISBN 0-306-47887-0.